# فینال جام یوفا ۱۹۹۲
فینال جام یوفا ۱۹۹۲، رقابت پایانی جام یوفا در سال ۱۹۹۲ میلادی است که مابین دو تیم باشگاه فوتبال آژاکس و باشگاه فوتبال تورینو برگزار شده‌است.
این مسابقه که در تاریخ‌های ۲۲ آوریل ۱۹۹۲ و ۱۳ مه ۱۹۹۲ انجام شده‌است در مجموع با نتیجه ۲ بر ۲ و با توجه به قانون گل زده در خانه حریف به سود باشگاه فوتبال آژاکس به پایان رسید.